# Mittlerer Ladungsträger (Sd.Kfz. 304) „Springer“
Der Mittlere Ladungsträger (Sd.Kfz. 304) „Springer“ war ein selbstzerstörender Sprengpanzer, der im Zweiten Weltkrieg ab 1944 für die deutsche Wehrmacht gebaut wurde.

## Vorgeschichte
Bereits vor Beginn des Zweiten Weltkrieges hatte das Heereswaffenamt mit speziellen Fahrzeugen für die Pioniertruppe beschäftigt. Diese sollten zum einen gegen gegnerische Minenfelder und zum anderen gegen Bunker und schwere feindliche Panzerfahrzeuge eingesetzt werden. Aus diesen Projekten gingen die Minenräum-Wagen Borgward B I und Borgward B II, die leichten Ladungsträger „Goliath“ und der schwere Ladungsträger Borgward B IV hervor. Im Jahr 1944 hatte man bereits einige Erfahrungen mit diesen ferngelenkten Fahrzeugen gesammelt und entschied angesichts der Einsatzergebnisse, ein neues Fahrzeug zu entwickeln.

## Entwicklung
Man hatte sich entschieden, für den neuen Ladungsträger aus Rationalisierungsgründen möglichst viele Bauteile aus der Fertigung des NSU-Kettenkrads zu übernehmen. Beim neuen leicht gepanzerten Fahrzeug sollte ein Fahrer das Fahrzeug in seinen Einsatzraum fahren; anschließend sollte es den restlichen Weg ins Ziel ferngesteuert werden. Bereits für den ersten Prototyp wurde das Fahrwerk eine Laufrolle länger als das Kettenkrad. Die Sprengladung war in acht Kammern im Fahrzeug verteilt und der Motor saß in der Mitte mit einem Auspuff auf der rechten Fahrzeugseite.
Der hoch im Fahrzeug sitzende Fahrer wurde durch eine aufstellbare Frontpanzerplatte und zwei entsprechende seitliche Platten leicht geschützt. Die Erprobungsfahrten zeigten einige Probleme mit der Geländegängigkeit. Deshalb wurde der Entwurf weiter überarbeitet und der 2. Prototyp erhielt eine weitere Laufrolle. Außerdem wurde die Wanne nach hinten hin vergrößert, um die Kühlung des Motors zu verbessern. Der Fahrersitzplatz wurde leicht nach vorne verlegt und erhielt auch auf der Rückseite einen besseren Schutz.

## Produktion
Die Produktion begann mit einer Nullserie, bei der die Oberseite und obere Seitenfläche des Kettenlaufwerks durch zusätzliche, 3 mm starke Panzerbleche geschützt wurden. Die Abdeckung des Motorraums wurde leicht erhöht, um die Luftzufuhr zu verbessern. Bis zum 15. September wurden 16 Versuchsfahrzeuge für die Erprobung fertiggestellt.
Bekannt ist, dass im Oktober 1944 die ersten 9 Fahrzeuge der Serienproduktion fertiggestellt wurden. Im November folgten weitere 16 Ladungsträger und im Dezember 1944 wiederum 10 Fahrzeuge. Für Januar 1945 sind 9 Fahrzeuge und für Februar noch einmal 6 Fahrzeuge dokumentiert. Hierdurch kommt man in Summe auf 50 in Serie gefertigte Ladungsträger „Springer“.

## Technische Beschreibung
Um die höhere Zuladung bestehend aus Sprengladung und Panzerwanne trotz der fehlenden Vordergabel zu tragen, wurde das Schachtellaufwerk im Vergleich zum Kettenkrad um zwei Laufrollen verlängert. Der Mittlere Ladungsträger besaß damit drei äußere und drei innere Laufrollen. Als Antrieb diente der schon im Kettenkrad bewährte 1,5-l-Opel-Olympia-Motor mit 38 PS. Die Höchstgeschwindigkeit des Ladungsträgers lag mit diesem Motor bei 42 km/h. Die gepanzerte Wanne war vorne 10 mm und seitlich 5 mm stark.
Im Einsatz wurde das Fahrzeug mittels eines Kurzwellenempfängers KE 6 mit UKE 6 gesteuert.

## Einsatz
Der Springer war ein Sprengpanzer, dessen Aufgabe es war, eine Sprengladung von 330 Kilogramm unter Panzerschutz an ein feindliches Ziel zu transportieren und sie dort zur Detonation zu bringen. Dazu wurde der Springer von einem hinten sitzenden Fahrer bis in die Nähe des Ziels gefahren. Die restliche Fahrt und die Auslösung der Sprengladung erfolgten dann per Kabel- oder Funkfernsteuerung. Wie bei allen derartigen Konstruktionen stand der hohe Aufwand in keinem rechten Verhältnis zum möglichen militärischen Nutzen, da jeder Einsatz zum Totalverlust des Springer führte.